# Pavel Zgaga
Pavel Zgaga, slovenski filozof, sociolog univerzitetni profesor in politik, * 30. junij 1951, Jesenice.
Otroštvo je preživel v Hudajužni v Baški grapi, kjer je obiskoval prve štiri razrede osnovne šole, druge štiri pa v bližnjem Podbrdu. Šolanje je nadaljeval na Gimnaziji v Novi Gorici, kjer je junija 1970 maturiral. Vpisal se je na Filozofsko fakulteto Univerze v Ljubljani, kjer je junija 1975 diplomiral iz filozofije in sociologije, julija 1988 pa doktoriral na oddelku za filozofijo1.
Po diplomi se je najprej zaposlil kot učitelj na Elektrotehniški srednji šoli v Ljubljani, jeseni 1978 pa kot višji predavatelj na tedanji Pedagoški akademiji Univerze v Ljubljani. Aktivno je sodeloval pri konceptualizaciji in preoblikovanju Pedagoške akademije v Pedagoško fakulteto (1991). Za rednega profesorja za področje filozofije edukacije je bil izvoljen leta 2003. Po upokojitvi (2019) je ostal v delovnem razmerju s skrajšanim delovnim časom kot višji znanstveni svetnik.
V različnih obdobjih svojega delovanja je bil aktiven na različnih področjih in se vključeval v različne oblike sodelovanja,2 še zlasti na področju (visokega) šolstva. Kot dodiplomski študent je sodeloval v študentskem gibanju in med drugim sodeloval pri projektu »alternativne univerze«,3 bil pa je tudi urednik študentskega časopisa Tribuna. V osemdesetih letih je bil aktiven v takratni skupini Šolsko polje, ki je razvijala alternativne epistemologije na področju ved o izobraževanju ter kritično spremljala reformne tokove na področju šolskih politik v zadnjem obdobju življenja v SFRJ in v času osamosvojitve. V tem obdobju je bil tudi predsednik Sveta Radia Študent. 
Med 10. junijem 1992 in 28. julijem 1999 je bil državni sekretar na Ministrstvu za šolstvo in šport Republike Slovenije, med 29. julijem 1999 in 7. junijem 2000 pa je bil minister za šolstvo in šport Republike Slovenije.
Po vrnitvi na fakulteto jeseni 2000 je sodeloval pri ustanovitvi Centra za študije edukacijskih politik (CEPS) in se temeljiteje posvetil raziskovalnemu delu. Med leti 2001 in 2004 je bil tudi dekan Pedagoške fakultete in član senata Univerze v Ljubljani.
Pridobil je več domačih in mednarodnih raziskovalnih projektov in štipendij, večinoma s področja študij visokega šolstva in edukacijskih politik, vključno z vprašanji visokošolskega izobraževanja učiteljev. Na teh področjih je sodeloval z vrsto tujih univerz, sodeloval v številnih mednarodnih skupinah in na konferencah ter objavljal v mednarodnih monografijah in revijah s tega področja. Med leti 2010 in 2017 je bil člen Sveta Evropsko združenje za izobraževalne raziskave (EERA), leta 2011 pa je bil pobudnik ustanovitve Slovenskega društva raziskovalcev edukacije (SLODRE) in ostal njegov predsednik do leta 2017.
Kot strokovnjak je sodeloval tudi z več mednarodnimi organizacijami, še zlasti s Svetom Evrope, pa tudi z Evropsko komisijo, UNESCO, OECD ipd. Bil je vabljeni govornik in svetovalec v številnih državah. Sodeloval je pri razvoju bolonjskega procesa v njegovih zgodnejših fazah; med drugim je bil njegov glavni poročevalec za obdobje 2001–2003, član Bolonjske skupine za spremljanje (BFUG, 2004–2005) in z njenim pooblastilom poročevalec t.im. delovne skupine za zunanjo dimenzijo bolonjskega procesa (2006-2007).  
Bil je oziroma je še član uredniških odborov več znanstvenih revij, med njimi European Educational Research Journal, European Journal of Higher Education, Theory and Research in Education, Education Enquiry, CEPS Journal (Ljubljana) idr. Kot strokovni recenzent sodeluje pri številnih znanstvenih revijah in monografijah.

## Nagrade in priznanja:
Leta 2006 je prejel Nagrado Republike Slovenije na področju šolstva za svoje raziskovanje v izobraževanju. 
Leta 2007 je prejel častni doktorat Univerze Umeå, Švedska. 
Leta 2007 je prejel zlato plaketo Univerze v Ljubljani.

## Pomembnejše objave
Op.: večji del opusa je dostopen na https://www.researchgate.net/profile/Pavel-Zgaga
ZGAGA, Pavel (2002). Šolsko polje: Teme iz filozofije edukacije in edukacijskih strategij. Ljubljana: Pedagoška fakulteta, 176 str. [COBISS.SI-ID 116651008]
Zgaga, Pavel (2004). Bolonjski proces: Oblikovanje skupnega evropskega visokošolskega prostora. Ljubljana: Pedagoška fakulteta, 363 str. [COBISS.SI-ID 217282304]
ZGAGA, Pavel (ur.) (2006). The prospects of teacher education in South-east Europe. Ljubljana: Faculty of Education, str. 5-41. [COBISS.SI-ID 6825801]
ZGAGA, Pavel (2006). Looking out: The Bologna process in a global setting. On the "External dimension" of the Bologna Process. Oslo: Norwegian Ministry of Education and Research, 229 str. ISBN 978-82-583-0910-6. [COBISS.SI-ID 6962761] http://www.ehea.info/Uploads/Global%20context/Bologna_Process_in_global_setting_finalreport.pdf.
ZGAGA, Pavel (2007). Higher education in transition: Reconsiderations on higher education in Europe at the turn of millennium. Umeå: Umeå University, 149 str. [COBISS.SI-ID 7336777]
BIESTA, Gert, KWIEK, Marek, LOCKE, Graham, MARTINS, Herminio, MASSCHELEIN, Jan, SIMONS, Maarten, ZGAGA, Pavel (2009). What is the public role of the university? : a proposal for a public research agenda. European educational research journal, 8(2), str. 249-254. http://www.wwwords.co.uk/pdf/validate.asp?j=eerj&vol=8&issue=2&year=2009&article=9_Biesta_et_al_EERJ_8_2_web. [COBISS.SI-ID 7920201],
ZGAGA, Pavel (2009). Higher education and citizenship: "The full range of purposes". European educational research journal, 8(2), str. 175-188. http://www.wwwords.co.uk/pdf/validate.asp?j=eerj&vol=8&issue=2&year=2009&article=4_Zgaga_EERJ_8_2_web. [COBISS.SI-ID 7919945]
ZGAGA, Pavel (2012). Reconsidering the EHEA principles: Is there a "Bologna philosophy"? V: Adrian Curaj, Peter SCOTT, Lazar VLASCEANU, Lesley WILSON (ur.), European higher education at the crossroads: Between the Bologna process and national reforms. Dordrecht: Springer. 2012, str. 17-38. [COBISS.SI-ID 9239881]
ZGAGA, Pavel (2012). Reconsidering university autonomy and governance: From academic freedom to institutional autonomy. V: SCHÜTZE, Hans Georg, BRUNEAU, William A., GROSJEAN, Garnet (ur.), University governance and reform: Policy, fads, and experience in international perspective. New York: Palgrave Macmillan, str. 11-22. [COBISS.SI-ID 9354569],
ZGAGA, Pavel, KLEMENČIČ, Manja, KOMLJENOVIČ, Janja, MIKLAVIČ, Klemen, REPAC, Igor, JAKAČIĆ, Vedran (2013). Higher education in the Western Balkans: Reforms, developments, trends. Key findings from field research. Ljubljana: Faculty of Education, CEPS, 100 str. [COBISS.SI-ID 267603456]
ZGAGA, Pavel (2014). The role of higher education centres in research and policy: A case from a European periphery. Studies in higher education, 39(8), str. 1393-1404. http://www.tandfonline.com/doi/full/10.1080/03075079.2014.949547#.VB_H9Rveh9A, doi: 10.1080/03075079.2014.949547. [COBISS.SI-ID 10189129]
ZGAGA, Pavel, TEICHLER, Ulrich, BRENNAN, John (ur.) (2016). The globalisation challenge for European higher education: Convergence and diversity, centres and peripheries2nd revised ed. Frankfurt am Main: Peter Lang. 389 str. DOI: 10.3726/978-3-653-06508-4. [COBISS.SI-ID 10905417]
ZGAGA, Pavel, TEICHLER, Ulrich, SCHUETZE, Hans G., WOLTER, Andrä (ur.) (2019). Higher education reform: Looking back - looking forward. 2nd revised ed. Frankfurt am Main: Peter Lang. DOI: 10.3726/b15764. [COBISS.SI-ID 12443977]
ZGAGA, Pavel (2018). How has mobility become central to the EUʼs idea of doctoral education? A brief overview of the history of a policy idea. Learning and teaching, 11(2), str. 5-29. https://www.berghahnjournals.com/view/journals/latiss/11/2/latiss110202.xml?, doi: doi.org/10.3167/latiss.2018.110202. [COBISS.SI-ID 12217161]
ZGAGA, Pavel (2019). The Bologna process in a global setting: Twenty years later. Innovation: the European journal of social science research, 32(4), str. 450-464. https://www.tandfonline.com/doi/full/10.1080/13511610.2019.1674130, doi: 10.1080/13511610.2019.1674130. [COBISS.SI-ID 12676681]
ZGAGA, Pavel (2020). Researchers and research ethics : between fears of the expansion of controversial practices and the strengthening of ethical awareness. European educational research journal, 19(1), str. 43-55. https://journals.sagepub.com/doi/pdf/10.1177/1474904118788487, doi: 10.1177/1474904118788487. [COBISS.SI-ID 12091721],
WARREN, Simon, STARNAWSKI, Marcin, TSATSARONI, Anna, VOGOPOULOU, Areti, ZGAGA, Pavel (2021). How does research performativity and selectivity impact on the non-core regions of Europe? The case for a new research agenda. Higher education, 81(3), str. 607-622; https://link.springer.com/content/pdf/10.1007/s10734-020-00559-6.pdf, doi: 10.1007/s10734-020-00559-6. [COBISS.SI-ID 18267139]
ZGAGA, Pavel (2022). The saga of academic autonomy in Slovenia (1919–1999). CEPS journal, Published on-line as Recently Accepted Paper: December 2022, https://www.cepsj.si/index.php/cepsj/article/view/1475/642, DOI: 10.26529/cepsj.1475. [COBISS.SI-ID 136183043]